# エドワード・ゴーリー
エドワード・ゴーリー（Edward Gorey, 1925年2月22日 - 2000年4月15日）は、アメリカの絵本作家。本名はエドワード・セントジョン・ゴーリー(Edward St.John Gorey)。
絵本という体裁でありながら、道徳や倫理観を冷徹に押しやったナンセンスな、あるいは残酷で不条理に満ちた世界観と、徹底して韻を踏んだ言語表現で醸し出される深い寓意性、そしてごく細い線で執拗に描かれたモノクロームの質感のイラストにおける高い芸術性が、「大人のための絵本」として世界各国で熱心な称賛と支持を受けている。
また、幻想的な作風とアナグラムを用いたペンネームを幾つも使い分けて私家版を出版したことから、多くの熱狂的なファン・コレクターを生み出している。

## 略歴
1925年、イリノイ州シカゴに新聞記者の息子として生まれる。
1942年、フランシス・W・パーカー・スクールを卒業後、シカゴ・アート・インスティチュートに入学。1943年、シカゴ・アート・インスティチュートで半年だけ美術を学んだ後、アメリカ陸軍に入隊。工兵隊に所属しダグウェイ実験場で毒ガスのテスト等に従事した。1946年、兵役を終えハーバード大学に入学し、フランス文学を専攻する。詩人のフランク・オハラとはルームメイトであったほか、同じく詩人のジョン・アッシュベリー、作家のジョージ・プリンプトンやアリソン・ルーリーとも交友があった。
1950年、ハーバード大学を卒業。メリル・ムーアの詩集『不規則なソネット』(Illegimate Sonnets)の見返しにイラストを描き、これが最初の商業出版となる。1953年、ニューヨークに移り住み、出版社ダブルデイ社に職を得る。画期的なペーパーバック・シリーズとなるアンカー・ブックスで装丁やタイポグラフィーなどを担当する。同年、絵本デビュー作品となる『弦のないハープ またはイアブラス氏小説を書く。』を発表。1956年頃からニューヨーク・シティ・バレエに傾倒する。1957年、『うろんな客』刊行。1959年、評論家のエドマンド・ウィルソンによる最初の賞賛記事がニューヨーク・タイムズに掲載される。
1960年、ダブルデイ社を退社し、ランダム・ハウス社の古典童話文学のハードカバー版を出版する部門ルッキング・グラス・ライブラリー(Looking Glass Library)に職を得る。H・G・ウェルズの『宇宙戦争』などの装丁やイラストレーションを担当。1962年、自身の出版社ファントッド・プレス(Fantod Press)を立ち上げ、『残忍な赤ちゃん』(The Beastly Baby)を出版する。1963年、ルッキング・グラス・ライブラリーを辞め、短期間のボブズ・メリル社勤務を経て、フリーランスとなる。
1972年、最初のアンソロジー本『アンフィゴーリー』(Amphigorey)が出版され、ニューヨーク・タイムズ・ブックレビューの「今年度最も注目すべき美術書の5冊」に選ばれた他、「ベスト・デザイン・ブック15」として、アメリカン・インスティテュート・オブ・グラフィックアーツ賞を受賞。1973年、ナンタケットのサイラス・ピアース劇場の公演『ドラキュラ』のセットと衣裳デザインを担当。1974年、最初の回顧展『ファンタスマゴリー』展がエール大学図書館にて開かれる。1977年、ブロードウェイで舞台劇『ドラキュラ』公演。1978年、『ドラキュラ』でトニー賞の衣装デザイン賞を受賞するも、授賞式を欠席する。
1980年、アメリカの教育テレビ放送局PBSの番組『ミステリ！』(Mystery!)のオープニング・アニメーションを制作。1983年、ニューヨークからマサチューセッツ州のケープ・コッドに引っ越す。1985年、ヤーマスポートの館を買い取り移転。終の棲家とする。
1997年、ハーコート社から過去の作品が再版され始める。1998年、『憑かれたポットカバー』出版。1999年、最後の作品となる『頭のない胸像』(The Headless Bust)が出版される。
2000年4月15日、マサチューセッツ州の病院にて心臓発作で死去。75歳。同年10月、初の邦訳本『ギャシュリークラムのちびっ子たち』が出版される。
ヤーマスポートにある自宅はゴーリーの死後、「エドワード・ゴーリー・ハウス」として一般公開されている。

## ペンネーム
ゴーリーは本名での名義以外にも、幾つものペンネームを用いて作品を発表することがあり、そのほとんどはアナグラムによって自身の名前(Edward Gorey)のつづりを入れ替えて作られたものである。
以下はゴーリーが用いたペンネームの一例。
- Ogdred Weary(オグドレッド・ウェアリー) - 『The Curious Sofa』(1961)、『The Beastly Baby』(1962)等で使用
- Regera Dowdy(リゲラ・ダウディー) - 『The Evil Garden』(1966)、『敬虔な幼子』(1966)等で使用
- Dogear Wryde(ドギア・ライド) - 主にポストカードに使用
- Raddory Gewe(ラドリー・ギュウ) - 『The Eleventh Episode』(1971)で使用
- D.Awdrey-Gore(D・オードリー＝ゴア) - 『The Awdrey-Gore Legacy』(1972)で使用
- Garrod Weedy(ギャロッド・ウィーディー) - 『The Pointless Book』(1993)で使用
- Aydwyrd Goré(エイドワード・ゴレ) - 『Figbash Acrobate』(1994)で使用
- Madame Groeda Weyrd-『THE FANTOD PACK』(1995)で使用

これらの他にも、Eduard Blutig(エドゥアルド・ブルティグ)やEdward Pig(エドワード・ピッグ)といったペンネームも用いている。

## エピソード
- そのクラシカルな名前やシニカルな作風から、しばしばイギリス人だと思い込まれている事がある、と本人がコメントしている。（「エドワード」はかつての英国王の名前）[5]。
- バレエ振付師のジョージ・バランシンの熱心なファンでもあり、彼が主催するニューヨーク・シティ・バレエ団と交流を持ち、公演にはほぼ欠かさず通ったという。こうした縁でか舞台演出も手がけていたゴーリーは、自身の作品をベースにしたミュージカル『ゴーリー・ストーリーズ』を上演していた[5]。
- 生涯独身を通した。また、子供の頃から猫好きで、軍隊生活以外では常に猫と共に生活していたという[5]。

## 翻訳されている絵本作品
河出書房新社。柴田元幸訳。
- 『ギャシュリークラムのちびっ子たち―または遠出のあとで』 The Gashlycrumb Tinies: or After the Outing （2000年）
- 『うろんな客』 The Doubtful Guest （2000年）
- 『題のない本』 [The Untitled Book] （2000年）
- 『優雅に叱責する自転車』 The Epiplectic Bicycle （2000年）
- 『不幸な子供』 The Hapless Child （2001年）
- 『蒼い時』 L'Heure Bleue （2001年）
- 『華々しき鼻血』 The Glorious Nosebleed （2001年）
- 『敬虔な幼子』 The Pious Infant （2002年）
- 『ウエスト・ウイング』 The West Wing （2002年）
- 『弦のないハープ またはイアブラス氏小説を書く。』 The Unstrung Harp: or Mr. Earbrass Writes a Novel （2003年）
- 『雑多なアルファベット』 The Eclectic Abecedarium （2003年）
- 『キャッテゴーリー』 Categor Y （2003年）
- 『まったき動物園』 The Utter Zoo （2004年）
- 『おぞましい二人』 The Loathsome Couple（2004年）
- 『ジャンブリーズ』 The Jumblies （2007年） ※1
- 『輝ける鼻のどんぐ』 The Dong with a Luminous Nose （2007年） ※2
- 『悪いことをして罰が当たった子どもたちの本』 Cautionary Tales for Children （2010年） ※3
- 『むしのほん』 The Bug Book （2014年）
- 『蟲の神』 The Insect God （2014年）
- 『憑かれたポットカバー』 The Haunted Tea-Cosy （2015年）
- 『ぼくたちが越してきた日から、そいつはそこにいた』 He Was There From the Day We Moved In （2016年） ※4
- 『思い出した訪問』 The Remembered Visit （2017年）
- 『ずぶぬれの木曜日』 The Sopping Thursday （2018年）
- 『失敬な招喚』 The Disrespectful Summons （2018年）
- 『音叉』 The Tuning Fork （2018年）
- 『狂瀾怒濤』 The Raging Tide （2019年）
- 『金箔のコウモリ』 The Gilded Bat （2020年）
- 『鉄分強壮薬』 The Iron Tonic （2021年）
- 『オズビック鳥』 The Osbick Bird （2022年）
- 『薄紫のレオタード』 The Lavender Leotard （2023年）
- 『青い煮凝り』 The Blue Aspic （2024年）

※1と※2は、エドワード・リアの詩、※3は、ヒレア・ベロックの詩を基にしている。※4はローダ・レヴィーン著。

## その他の作品
- 『憑かれた鏡 - エドワード・ゴーリーが愛する12の怪談』柴田元幸・小山太一・宮本朋子訳（河出書房新社、2006年）
チャールズ・ディケンズやブラム・ストーカーなど、ゴーリー自らが選んだミステリ・ホラー小説に、挿絵をつけたアンソロジー集。
- 『どんどん変に… エドワード・ゴーリーインタビュー集成』カレン・ウィルキン編、小山太一・宮本朋子訳（河出書房新社、新装版2023年）